# ماری آنتوانت (فیلم ۲۰۰۶)
ماری آنتوانت (به فرانسوی: Marie Antoinette) فیلمی به کارگردانی سوفیا کوپولا است که در سال ۲۰۰۶ منتشر شد.
این فیلم وقایع زندگی ملکه ماری آنتوانت، همسر لویی شانزدهم، پادشاه فرانسه را، از زمان خواستگاری تا زمان عزیمت اجباری آن‌ها به پاریس، نشان می‌دهد. در این فیلم بیشتر به جنبه‌های شخصی زندگی او پرداخته شده و تجمل‌گرایی و اسراف‌های او را در طی زندگی‌اش در قصر به‌خوبی به‌تصویر کشیده‌است. فیلم قبل از رسیدن آن‌ها به پاریس تمام می‌شود و قسمت پایانی زندگی او و پادشاه را در بر نمی‌گیرد.

## بازیگران
- کیرستن دانست
- جیسون شوارتزمن
- جودی دیویس
- ریپ تورن
- رز بیرن
- آزیا آرجنتو
- مالی شنون
- شرلی هندرسون
- دنی هوستون
- مرین فیث‌فول
- جیمی درنان
- اورور کلمان
- تام هاردی
- استیو کوگان
- متیو آمالریک
- سلین سالت
- گیوم گالین
- جیمز لانس